# Old Angel Midnight
Old Angel Midnight je kniha amerického spisovatele Jacka Kerouaca publikovaná roku 1965. Je psána formu epické poezie a silně ovlivněná Kerouacovými studiemi buddhismu, zejména pak zenu. Obsah knihy vznikl již mezi lety 1956 až 1959, avšak kniha poprvé vyšla roku 1993. Česky kniha dosud vydána nebyla.